# Caseolus
Caseolus es un género de molusco gasterópodo de la familia Hygromiidae en el orden de los Stylommatophora.

## Especies
Las especies de este género son:
- Caseolus abjectus R. T. Lowe, 1831
- Caseolus baixoensis Walden, 1983
- Caseolus bowdichianus (Férrusac, 1832)
- Caseolus calculus R. T. Lowe, 1855
- Caseolus calvus R. T. Lowe, 1831
- Caseolus commixtus R. T. Lowe, 1855
- Caseolus consors R. T. Lowe, 1831
- Caseolus hartungi Albers, 1852
- Caseolus innominatus J. E. Gray, 1825
- Caseolus leptostictus R. T. Lowe, 1831
- Caseolus punctulatus G. B. Sowerby I, 1824
- Caseolus sphaerulus R. T. Lowe, 1852
- Caseolus setulosus R. T. Lowe, 1831
- Caseolus subcalliferus Reeve, 1854